# Berzpils Purvs
Berzpils Purvs är en sumpmark i Lettland. Den ligger i den östra delen av landet, 180 km öster om huvudstaden Riga.